# Lotta (fiume)
Il Lotta (in russo Лотта?; in finlandese Luttojoki, Lutto o Lotto) è un fiume della Finlandia (Lapponia) e della Russia europea (oblast' di Murmansk).

## Descrizione
La sorgente del fiume si trova allo sbocco del piccolo lago Lutto nell'area montana di Saariselkä e scorre prevalentemente in direzione orientale. Sfocia nel bacino idrico di Verchnetulomskij. Prima della formazione dell'invaso confluiva nel Notozero. Il fiume è prevalentemente pianeggiante, con alcune rapide. Ha una lunghezza di 235 km, l'area del bacino è di 7980 km². Presso la foce ha una portata di 48,52 m³/s. I suoi maggiori affluenti sono Koallanjoki (lungo 49 km) da destra e Akkim (73 km) da sinistra, ambedue in territorio russo.